# Frank J. Selke-emlékkupa
A Frank J. Selke-emlékkupa díj a QMJHL-ben (mely egy junior jégkorongliga Kanadában), melyet a legsportszerűbb játékosnak ítélnek oda a szezon végén. A trófeát először 1969–1970-ben osztották ki, ám ekkor a Nyugati-divízió bajnokának. A következő szezontól kezdve aztán a mai rendszer működik. A trófeát Frank J. Selke-ről nevezték el, aki a National Hockey League GM-je volt, valamint tagja a Jégkorong Hírességek Csarnokának. Ez a trófea nem összekeverendő az NHL-es Frank J. Selke-trófeával.

## A díjazottak
| Szezon    | Játékos                     | Csapat                       |
| --------- | --------------------------- | ---------------------------- |
| 2020–2021 | Dawson Mercer               | Chicoutimi Saguenéens        |
| 2019–2020 | Jakob Pelletier             | Moncton Wildcats             |
| 2018–2019 | Peter Abbandonato           | Rouyn-Noranda Huskies        |
| 2017–2018 | Joël Teasdale               | Blainville-Boisbriand Armada |
| 2016–2017 | Hugo Roy                    | Sherbrooke Phoenix           |
| 2015–2016 | Samuel Girard               | Shawinigan Cataractes        |
| 2014–2015 | Kyle Farrell                | Cape Breton Screaming Eagles |
| 2013–2014 | Frédérick Gaudreau          | Drummondville Voltigeurs     |
| 2012–2013 | Zach O’Brien                | Acadie-Bathurst Titan        |
| 2011–2012 | Zach O’Brien                | Acadie-Bathurst Titan        |
| 2010–2011 | Philip-Michaël Pinard-Devos | Gatineau Olympiques          |
| 2009–2010 | Mike Hoffman                | Saint John Sea Dogs          |
| 2008–2009 | Cédric Lalonde-McNicoll     | Shawinigan Cataractes        |
| 2007–2008 | Cédric Lalonde-McNicoll     | Shawinigan Cataractes        |
| 2006–2007 | David Desharnais            | Chicoutimi Saguenéens        |
| 2005–2006 | David Desharnais            | Chicoutimi Sagueneens        |
| 2004–2005 | David Desharnais            | Chicoutimi Sagueneens        |
| 2003–2004 | Benoît Mondou               | Shawinigan Cataractes        |
| 2002–2003 | Patrick Thoresen            | Baie-Comeau Drakkar          |
| 2001–2002 | Jason Pominville            | Shawinigan Cataractes        |
| 2000–2001 | Brandon Reid                | Val-d'Or Foreurs             |
| 1999–2000 | Jonathan Roy                | Moncton Wildcats             |
| 1998–1999 | Éric Chouinard              | Québec Remparts              |
| 1997–1998 | Simon Laliberte             | Moncton Wildcats             |
| 1996–1997 | Danny Brière                | Drummondville Voltigeurs     |
| 1995–1996 | Christian Dubé              | Sherbrooke Faucons           |
| 1994–1995 | Éric Dazé                   | Beauport Harfangs            |
| 1993–1994 | Yanick Dubé                 | Laval Titan                  |
| 1992–1993 | Martin Gendron              | Saint-Hyacinthe Laser        |
| 1991–1992 | Martin Gendron              | Saint-Hyacinthe Laser        |
| 1990–1991 | Yanic Perreault             | Trois-Rivières Draveurs      |
| 1989–1990 | Andrew McKim                | Hull Olympiques              |
| 1988–1989 | Steve Cadieux               | Shawinigan Cataractes        |
| 1987–1988 | Stéphan Lebeau              | Shawinigan Cataractes        |
| 1986–1987 | Luc Beausoleil              | Laval Voisins                |
| 1985–1986 | Jimmy Carson                | Verdun Junior Canadiens      |
| 1984–1985 | Patrick Emond               | Chicoutimi Sagueneens        |
| 1983–1984 | Jerome Carrier              | Verdun Juniors               |
| 1982–1983 | Pat LaFontaine              | Verdun Juniors               |
| 1981–1982 | Claude Verret               | Trois-Rivieres Draveurs      |
| 1980–1981 | Claude Verret               | Trois-Rivieres Draveurs      |
| 1979–1980 | Jean-François Sauvé         | Trois-Rivieres Draveurs      |
| 1978–1979 | Jean-François Sauvé         | Trois-Rivieres Draveurs      |
| 1978–1979 | Ray Bourque                 | Verdun Éperviers             |
| 1977–1978 | Kevin Reeves                | Montréal Juniors             |
| 1976–1977 | Mike Bossy                  | Laval National               |
| 1975–1976 | Normand Dupont              | Montréal Juniors             |
| 1974–1975 | Jean-Luc Phaneuf            | Montréal Bleu Blanc Rouge    |
| 1973–1974 | Gary MacGregor              | Cornwall Royals              |
| 1972–1973 | Claude Larose               | Drummondville Rangers        |
| 1971–1972 | Gerry Teeple                | Cornwall Royals              |
| 1970–1971 | Normand Dubé                | Sherbrooke Castors           |
| Season    | Nyugati-divízió bajnoka     | Nyugati-divízió bajnoka      |
| 1969–1970 | Saint-Jérôme Alouettes      | Saint-Jérôme Alouettes       |